# Dugald Stewart (Philosoph)

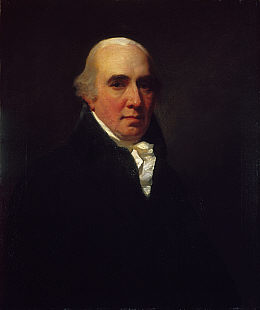
Dugald Stewart

Dugald Stewart (* 22. November 1753 in Edinburgh; † 11. Juni 1828 in Edinburgh) war ein schottischer Philosoph und Mathematiker.

## Leben
Er studierte an der Universität Edinburgh Mathematik und Moralphilosophie bei Adam Ferguson und 1771 in Glasgow ein Semester Moralphilosophie bei Thomas Reid. Dort freundete er sich mit dem späteren Priester und Autor Archibald Alison an, der dort im selben Haus wohnte. Ab 1772 übernahm er immer häufiger den Unterricht seines Vaters und Mathematikprofessors Matthew Stewart (1715–1785). 1775 wurde er dessen Nachfolger als Professor für Mathematik.
Als Adam Ferguson 1778 als britischer Regierungskommissarsekretär in die amerikanische Kolonie geschickt wurde und als Leiter der Kommission fungierte, die – erfolglos – versuchte, mit den amerikanischen, rebellischen Abtrünnigen zu verhandeln; übernahm Stewart auf dessen Wunsch seine Vorlesungen in Edinburgh. Als Nachfolger Fergusons übernahm er schließlich 1785 ebenfalls den Lehrstuhl für Moralphilosophie.
Er baute die Theorien zur Politik und Regierungen aus und beeinflusste maßgeblich den politischen Stil in der Zeit nach der Französischen Revolution.
Zu seinen Schülern zählen u. a. Sir Walter Scott, Jeffrey, George Cockburn, Francis Horner, Sydney Smith, Henry Brougham, 1. Baron Brougham and Vaux, Dr. Thomas Brown, James Mill, Sir James Mackintosh und Sir Archibald Alison. In den Jahren 1788/89 hatte er Kontakt mit Amélie Suard, Joseph Marie Degérando und Guillaume Thomas François Raynal.
Nach dem Tod seines Sohnes zog er sich 1810 in den Ruhestand zurück, schrieb aber noch einige bedeutende Werke. 1817 wurde er in die American Academy of Arts and Sciences gewählt. 1783 war er Gründungsmitglied der Royal Society of Edinburgh. Seit 1812 war er auswärtiges Mitglied der Preußischen Akademie der Wissenschaften. 1795 wurde er Ehrenmitglied der Russischen Akademie der Wissenschaften in Sankt Petersburg.
Dugald Steward galt als Vertreter der Schottischen Schule, die von Reid geprägt wurde. Er war bekannt für seine Redegewandtheit und seine Originalität in der Wissenschaft und Lehre.
Aus der ersten Ehe (1783) mit Helen Bannatyne († 1787) entstammte sein Sohn Colonel Matthew Stewart. In seiner zweiten Ehe (1790) mit Cranstoun wurden ihm ein weiterer Sohn und eine Tochter geboren.

## Werke
- Elements of the philosophy of the human mind. 3 Bände. Edinburgh 1792–1827
- Outlines of moral philosophy. Edinburgh 1793
- Philosophical essays. Edinburgh 1810; archive.org
- Philosophy of the active and moral powers of man. Edinburgh 1828
- The Works of Dugald Stewart. 1829; archive.org
- Gesamtausgabe The Collected Works of Dugald Stewart. hrsg. von William Hamilton. 11 Bände. Edinburgh/London 1854–1860